# 普通江駅
普通江駅（ポトンガンえき）とは、朝鮮民主主義人民共和国平壌市普通江区域にある平南線の駅。1944年3月21日に開業した。

## 駅周辺
- 普通江
- 平壌地下鉄革新線建国駅

## 隣の駅
朝鮮民主主義人民共和国鉄道省
平南線
平壌駅 - 普通江駅 - チルゴル駅